# Myriam de Urquijo
Myriam de Urquijo (Buenos Aires, 10 de abril de 1918-24 de mayo de 2011), seudónimo de Pilar Palacios de Urquijo, fue una actriz de cine, teatro y televisión argentina que desarrolló una extensa carrera artística.

## Biografía
Debutó en radio en 1942 y en radioteatro, se destacó con Daniel Alvarado, Amadeo Novoa y también con Narciso Ibáñez Menta. Su primer protagónico cinematográfico fue en La vida de una mujer (1951), única película de Facundo J. Martínez, junto a Héctor Coire y Elsa del Campillo. Al año siguiente, en 1952, acompañó a Tita Merello encarnando a una mujer abofeteada en Deshonra (1952); ambas fueron íntimas amigas.
En 1946 forma parte del Radioteatro Lever, que se emitió por Radio El Mundo, donde expusieron diferentes obras como Naufragio de Rafael García Ibáñez. Esta radionovela estaba protagonizada por Santiago Arrieta y Elina Colomer.
En el Teatro Nacional Cervantes, encabezó El calendario que perdió siete días y Esta noche en Samarcanda, entre otras. En 1952, se trasladó a España y a su regreso representó El precio, de Arthur Miller, y dos temporadas con ¿Quién le teme a Virginia Woolf?, de Edward Albee, en el Teatro Regina. Previamente, en 1949, había leído poemas durante la etapa de ensayos de la TV argentina, ante los aparatos importados por Jaime Yankelevich en acuerdo con el gobierno de Juan Domingo Perón, que inauguró el novedoso medio el 17 de octubre de 1951, día de la "Lealtad" con el discurso de Eva Perón. Debutó en TV en 1954 en el ciclo Mujeres inolvidables, junto a Miguel Bebán; al mismo tiempo, coprotagonizó Para vestir santos y obtuvo roles estelares en Angustias de un secreto y Culpable.
En 1957 trabajó junto a Nora Massi en el programa Noche y fantasía y al año siguiente lo hizo en pareja con Rodolfo Onetto en Los hijos del corazón con libretos de Horacio S. Meyrialle y dirección de Martín Clutet. En 1959 recibió el premio Martín Fierro como mejor actriz de televisión por su actuación en el unitario La vida de los otros, y ese mismo año participó en el ciclo Obras maestras del terror, junto a Ibáñez Menta nuevamente. 
A fines de esa misma década, protagonizó el Ciclo de Myriam de Urquijo por Teleonce, con libretos de Jorge Falcón, y Teatro de Myriam de Urquijo, por Canal 9, mientras que en 1961 actuó en el programa Antes del silencio en pareja con Guillermo Bredeston. En 1973 integró el elenco de Alta Comedia, uno de los ciclos más importantes de la década, por el mismo canal.
Por razones de salud debió trasladarse en 1973 a Bucarest, Rumania, donde se encontró con el general Juan Domingo Perón, del que expresó: «Me dio un abrazo fuerte y pude comprobar que se halla físicamente muy bien... Sus músculos son vigorosos.» Una de sus últimas actuaciones teatrales fue en La noche de la basura, de Beto Gianola, junto a Carlos Carella, aunque en el medio televisivo formó rubro junto a Rodolfo Onetto durante muchos años. Sus últimas películas fueron: Las Procesadas (1975), Las Locas (1977) y Los Drogadictos (1979). Debido a los problemas económicos, instaló una fábrica de pastas en Barracas, hasta que padeció un ACV que la dejó postrada.
Retirada completamente de la actividad artística, falleció en Buenos Aires a los 93 años el 24 de mayo de 2011 luego de una descompensación a causa de una enfermedad degenerativa que la había dejado sin habla, según informó la Asociación Argentina de Actores, ya que la familia prefirió mantener duelo por la actriz, que desde hace dos décadas sufrió varias internaciones. Sus restos fueron velados en Thames 1164 y fueron trasladados el 25 de mayo a las 9.15 h al Panteón de Actores en el Cementerio de la Chacarita.

## Filmografía
Participó como intérprete en los siguientes filmes:
- Los drogadictos (1979) dir. Enrique Carreras … Instructora
- Las locas (1977) dir. Enrique Carreras …Dra. Trelles
- Las procesadas (1975) dir. Enrique Carreras  …Directora
- Deliciosamente amoral (1969) dir. Julio Porter
- El reñidero (1965) dir. René Mugica …Nélida Morales
- Mujeres perdidas (1964) dir. Rubén W. Cavallotti …Sra. Galli
- La cigarra no es un bicho (1963) dir. Daniel Tinayre.... Lady
- Los viciosos (1962) dir. Enrique Carreras   …Señora de Francchi
- Culpable (1960) dir. Hugo del Carril   …Aurora / Laura
- Angustias de un secreto (1959) dir. Enrique Carreras  …Luisa de la Serna
- Para vestir santos (1955) dir. Leopoldo Torre Nilsson
- Deshonra (1952) dir. Daniel Tinayre.... Presa abofeteada
- La vida de una mujer (1951) dir. Facundo J. Martínez

## Televisión
- Ciclo Myriam de Urquijo (1969) Serie .... Personajes varios
- Ligeia (1959)